# Premi Theodor Adorno
El Premi Theodor Adorno és un prestigiós premi alemany concedit a personatges destacats de la filosofia, el teatre, la música i el cinema. Es va crear el 1977 a la ciutat de Frankfurt del Main en memòria del filòsof, músic i crític d'art Theodor Adorno, que va ser professor de la Universitat de Frankfurt durant vint anys fins a la seva mort el 1969.
El premi es concedeix cada tres anys l'11 de setembre, dia del naixement d'Adorno, i està dotat amb 50.000 €.

## Premiats
- 1980: Jürgen Habermas
- 1983: Günther Anders
- 1986: Michael Gielen
- 1989: Leo Löwenthal
- 1992: Pierre Boulez
- 1995: Jean-Luc Godard
- 1998: Zygmunt Bauman
- 2001: Jacques Derrida
- 2003: György Ligeti
- 2006: Albrecht Wellmer
- 2009: Alexander Kluge
- 2012: Judith Butler
- 2015: Georges Didi-Huberman
- 2018: Margarethe von Trotta
- 2021: Klaus Theweleit